# Fan Club (émission de télévision québécoise)
 (novembre 2013).
Si vous disposez d'ouvrages ou d'articles de référence ou si vous connaissez des sites web de qualité traitant du thème abordé ici, merci de compléter l'article en donnant les références utiles à sa vérifiabilité et en les liant à la section « Notes et références ».
Pour l’article homonyme, voir Fan Club (émission de télévision belge).
Fan Club est une émission de télévision québécoise produite par Zone 3 et diffusée entre le 28 août 2008 et le 12 avril 2014 sur VRAK.TV.

## Description
Fan Club est un magazine artistique qui permet aux jeunes d’avoir un accès V.I.P. à leurs vedettes préférées. L’équipe tente de découvrir leurs secrets les mieux gardés, tout en permettant aux téléspectateurs de passer un moment agréable avec leurs idoles. Chaque semaine, la séquence du « club sandwich » impose à la vedette invitée de manger un sandwich spécial, pas toujours appétissant, offert par le reporter de l’émission.

## Les animateurs
Durant les trois premières saisons, Fan Club a été animé par Yan England (Une grenade avec ça?, Ramdam) et Magalie Lépine-Blondeau (R-Force), tous deux déjà bien connus des téléspectateurs pour jouer dans des séries diffusées sur VRAK.TV. À partir de la quatrième saison, c'est Caroline Gendron (Une grenade avec ça?) qui prend la place de Magalie Lépine-Blondeau, Yan England restant à la barre de l'émission.

## Le sandwich de la semaine
Chaque semaine, une vedette doit manger un sandwich concocté par deux jeunes, soit Jérémy Rodriguez-Carignan et Julien Adam. S’il ne réussit pas à tout le manger, il doit subir une conséquence.
Depuis la quatrième saison, les deux chroniqueurs sandwichs sont désormais Camille Felton (Noémie : Le Secret) et Antoine Blais.

### Guy Jodoin
Guy Jodoin a eu droit au sandwich appelé « Le gros vert à pois » lors de l’épisode diffusé le 28 août 2008. 
Le sandwich était composé de :
- Pain blanc
- Fromage cottage
- Pain de viande
- Escargots géants
- Sardines
- Jus d’escargots
- Lait au chocolat en poudre (Quick)
- Mélasse
- Jus de câpres
- Ketchup
- Colorant alimentaire vert

### Garou
Garou a eu droit au sandwich appelé « Le spécial Garou » lors de l’épisode diffusé le 4 septembre 2008. 
Le sandwich était composé de :
- Pain baguette
- Paris pâté
- Ragoût de boulettes
- Moutarde
- Crème fouettée

### Mariloup Wolfe
Mariloup Wolfe a eu droit à un sandwich appelé « Le brillant gommant » lors de l’épisode diffusé le 11 septembre 2008. Le sandwich était composé de :
- Pain brun
- Jujubes
- Maïs soufflé
- Ravioli en conserve
- Moutarde de Dijon
- Gommes à mâcher
- Saucisses en conserve

### Stéphane Bellavance
Stéphane Bellavance a eu droit à un sandwich appelé « Le spaghetti des eaux douces » lors de l’épisode diffusé le 18 septembre 2008. Le sandwich était composé de :
- Tortillas
- Guimauve en pot
- Spaghetti (Nouilles + Sauce)
- Maïs en crème
- Hareng fumé (avec la tête incluse)

### Joël Legendre
Joël Legendre a eu droit à un sandwich appelé « Le végé coloré » accompagné d'un « lait de soya fait maison » lors de l’épisode diffusé le 25 septembre 2008. Le sandwich était composé de :
- Pain brun
- Tofu
- Luzerne
- Fromage ricotta
- Œufs dans le vinaigre
- Macédoine en conserve
- Céréales à l’avoine pour bébé
- Colorant alimentaire vert, bleu et mauve
- Lait de soya fait maison :
  - Lait 2 %
  - Sauce soya

### Sophie Cadieux
Sophie Cadieux a eu droit au sandwich appelé « L'Étoile coulante » lors de l’épisode diffusé le 2 octobre 2008. Le sandwich était composé de :
- Pain
- Œufs dans le vinaigre
- Asperges en pot
- Betteraves
- Langues de porc
- Moutarde
- Gelée de menthe
- Purée pour bébé
- Bonbons

### Jean-François Baril
Jean-François Baril a eu droit au sandwich appelé « Le jambon fromage » lors de l'épisode diffusé le 9 octobre 2008 à la télévision. Le sandwich était composé de :
- Pain
- Boudin
- Fromage bleu
- Tabasco

### Annie Villeneuve
Annie Villeneuve a eu droit a un sandwich appelé « Le bonne chance sqwitch sqwicht » lors de l'épisode diffusé le 16 octobre 2008 à la télévision. Le sandwich était composé de :
- Pain blanc
- Grains de fromage
- Fromage bleu
- Jus de moule
- Moules
- Feves au lard
- Beurre d'arachide
- Pesto
- Olives
- Relish
- Bacon
- Lait au chocolat
- Glaçage

### Benoit Gagnon
Benoit Gagnon eu le droit au sandwich appelé « Le sandwich du gars pressé » lors de l'épisode diffusé le 23 octobre 2008 à la télévision. Le sandwich était composé de :
- Pain blanc
- Crème de champignon (sans eau)
- Viande de bœuf
- Maïs sans grains
- Croustade aux pommes
- Crème fouettée

### Frank et Girard
Frank et Girard (Frank vs Girard) ont eu le droit chacun à un sandwich appelé « Les rognons d'Halloween » lors de l'épisode diffusé le 30 octobre 2008. Leur sandwich était composé de :
- Pain blanc
- Ketchup
- Graines de citrouille
- Queue de bœuf
- Rognons

### Claude Legault
Claude Legault a eu le droit à un sandwich appelé « Le P.L.T ». Le sandwich était composé de :
- Pain blanc
- Tomates
- Laitue
- Pattes de poulets

### Gildor Roy
Gildor Roy a eu droit à un sandwich appelé « La crêpe royale». Le sandwich était composé de :
- Crêpe
- Confiture au gelapinos
- Beurre d'arachide
- Ketchup épicé
- Bacon
- Blanc d'œuf
- Café
- Pomme de terre en poudre
- Fromage leroi

## Demandes très spéciales
À chaque semaine, une vedette collabore avec Fan Club afin de réaliser la « demande très spéciale » d’un jeune. Tous les jeunes peuvent faire une demande via le site Web de l’émission.
La première émission de Fan Club a mis en vedette le célèbre groupe allemand : Tokio Hotel qui était venu en prestation au festival des montgolfières de Saint-Jean-sur-Richelieu, le 9 août 2008, à l'occasion des petits déjeuners du Québec, devant un public de 20 000 personnes.
- Marie-Élaine Thibert a aidé des jeunes à monter leur spectacle de chant.
- Guillaume Latendresse et son frère ont joué au hockey avec deux frères voulant devenir joueurs de hockey professionnels.
- Marie-Mai a rencontré Rachelle, une fan voulant visiter son studio d’enregistrement où elle produit ses albums.